# 激怒 (1936年の映画)

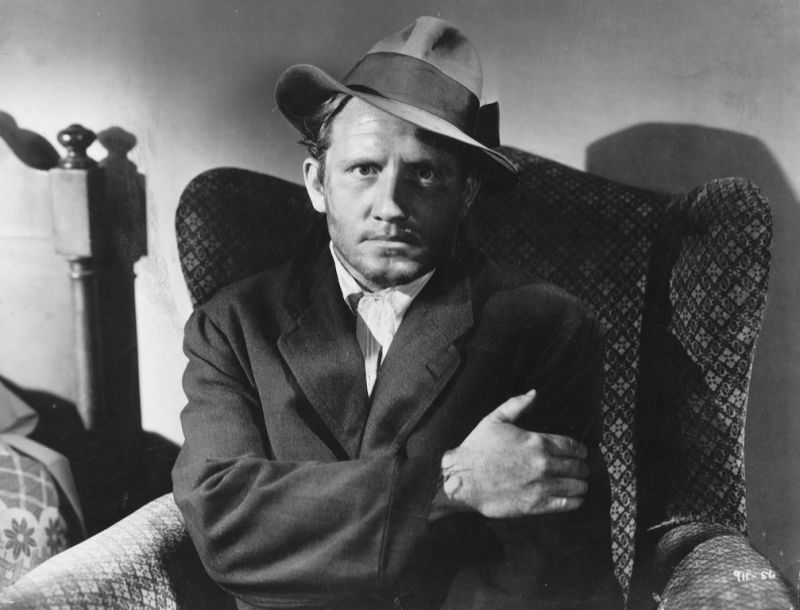
主演のスペンサー・トレイシー

『激怒』（げきど、原題：Fury）は、1936年に製作・公開されたアメリカ映画。
ノーマン・クラスナーの原案を基にフリッツ・ラングが監督、シルヴィア・シドニーとスペンサー・トレイシーが主演した。
ラング監督の渡米第1作である。1995年にアメリカ国立フィルム登録簿に登録された。

## あらすじ
ジョーは、婚約者のキャサリンが西部で仕事を見つけたため、そちらに移ることになったが、誘拐犯と同じ型の車に乗っていたため、その道中で犯人として捕らえられてしまう。住民たちはリンチ団を結成し、ジョーのいる刑務所を襲撃する。看守から話を聞いた知事は軍隊を派遣しようとするも、政治的な混乱で遅れてしまい、なんとか派遣できたときには刑務所はすでに焼けた後だった。その後、誘拐犯が捕まりジョーの無実が明らかになり、リンチ団はジョーを殺した罪で起訴されたほか、証拠物件としてニュース映画も提出される。一方、刑務所を脱出していたジョーは弟たちの元へ避難するが、リンチ団への復讐心からなかなか表に出ようとはしなかった。また、彼の生存を知ったキャサリンも説得に加わるが、なかなか聞き入れなかった。迷った末にジョーは裁判所に出頭し、リンチ団の死刑は撤回された。そこへキャサリンが現れ、二人は抱擁を重ねる。

## キャスト
- キャサリン・グラント：シルヴィア・シドニー
- ジョー・ウィルソン：スペンサー・トレイシー
- アダムス：ウォルター・エイベル
- カービー・ドーソン：ブルース・キャボット
- マイヤーズ：ウォルター・ブレナン

## スタッフ
- 監督：フリッツ・ラング
- 原案：ノーマン・クラスナー
- 脚本：フリッツ・ラング、バートレット・コーマック
- 音楽：フランツ・ワックスマン
- 撮影：ジョセフ・ルッテンバーグ
- 編集：フランク・サリヴァン
- 美術：セドリック・ギボンズ
- 衣裳：ドリー・ツリー
- 録音：ダグラス・シアラー

## アカデミー賞ノミネーション
- 原案賞：ノーマン・クラスナ